# Carl Heinz Choynski
Carl Heinz Choynski (* 31. Mai 1936 in Brooklyn, New York City) ist ein deutscher Schauspieler. Seit 1968 stand er als Schauspieler in bislang mehr als 170 Film- und Fernsehproduktionen vor der Kamera.

## Leben
Carl Heinz Choynski erlernte nach seinem Schulabschluss zunächst den Beruf des Fernmeldemechanikers bei der Deutschen Reichsbahn.
Er absolvierte von 1962 bis 1964 seine professionelle Schauspielausbildung an der Staatlichen Schauspielschule Berlin. Nach seinem Abschluss erhielt er ein erstes Engagement am Elbe-Elster-Theater, einem Gastspieltheater mit Hauptsitz in der Lutherstadt Wittenberg. Im Jahr 1965 wechselte Choynski ans Berliner Ensemble, dem er bis 1993 als festes Ensemblemitglied angehörte. Im Jahr 1968 gab er sein Filmdebüt in Egon Günthers Abschied. Fortan stand Choynski für zahlreiche Produktionen des DFF und der DEFA vor der Kamera. Nach der Wende konnte er an seinen Erfolg anknüpfen.  Er wirkte in zahlreichen deutschen Fernsehserien und -reihen wie Liebling Kreuzberg, Praxis Bülowbogen, Tatort oder Großstadtrevier mit. Häufig verkörpert Choynski grantige oder zynische Rentner. In der ARD-Vorabendserie Türkisch für Anfänger spielte er die Rolle des Opa Hermi. Es folgten Rollen in Kinofilmen wie Der Wixxer und Männerherzen.
Choynski war auch gelegentlich als Synchronsprecher tätig.
Choynski lebt in Berlin.

## Filmografie
- 1964: Harlekin, Pantalone und wir (dokumentarischer Porträtfilm)[8]
- 1968: Abschied
- 1969: Das siebente Jahr
- 1971: Optimistische Tragödie (TV)
- 1972: Trotz alledem!
- 1973: Das zweite Leben des Friedrich Wilhelm Georg Platow
- 1974: Leben mit Uwe
- 1974: Johannes Kepler
- 1974: Der aufhaltsame Aufstieg des Arturo Ui (Theateraufzeichnung)
- 1975: Ikarus
- 1975: Blumen für den Mann im Mond
- 1975: Bankett für Achilles
- 1976: Das blaue Licht
- 1976: Nelken in Aspik
- 1976: Liebesfallen
- 1977: Unterwegs nach Atlantis
- 1977: Die Flucht
- 1978: Über sieben Brücken mußt du gehn
- 1977/1979: Feuer unter Deck
- 1979: Einfach Blumen aufs Dach
- 1979: Hochzeit in Weltzow (Fernsehfilm)
- 1979: Addio, piccola mia
- 1979: Bis daß der Tod euch scheidet
- 1980: Der Baulöwe
- 1980: Don Juan – Karl-Liebknecht-Str. 78
- 1980: Das Rad
- 1980: Levins Mühle
- 1980: Unser Mann ist König (TV-Reihe)
- 1981: Kippenberg (Fernsehfilm)
- 1981: Ein Engel im Taxi
- 1981: Trompeten-Anton (TV)
- 1981: Die dicke Tilla
- 1981: Dein unbekannter Bruder
- 1981: Die Stunde der Töchter
- 1982: Sabine Kleist, 7 Jahre
- 1982: Märkische Forschungen
- 1983: Mein Vater ist ein Dieb
- 1983: Einer vom Rummel
- 1984: Kaskade rückwärts
- 1984: Das Eismeer ruft
- 1984: Der Lude
- 1984: Romeo und Julia auf dem Dorfe
- 1985: Polizeiruf 110: Der zersprungene Spiegel (Fernsehreihe)
- 1985: Die Gänse von Bützow
- 1985: Die dritte Frau (Fernseh-Zweiteiler)
- 1986: Das Schulgespenst
- 1987: ...und ich dachte, du magst mich
- 1987: Einzug ins Paradies (Fernsehserie)
- 1987: Kindheit
- 1987: Polizeiruf 110: Im Kreis
- 1987: Die erste Reihe (Fernsehfilm)
- 1988: Dschungelzeit
- 1988: Fallada – Letztes Kapitel
- 1989: Späte Ankunft (Fernseh-Zweiteiler)
- 1989: Stalingrad
- 1989: Verflixtes Mißgeschick!
- 1989: Polizeiruf 110: Mitternachtsfall
- 1990: Über die Grenzen
- 1990: Biologie!
- 1990: Pause für Wanzka (Fernsehfilm)
- 1990: Polizeiruf 110: Ball der einsamen Herzen
- 1990: Albert Einstein (Fernseh-Zweiteiler)
- 1991: Jugend ohne Gott
- 1992: Die Spur des Bernsteinzimmers
- 1993: Polizeiruf 110: und tot bist du
- 1993: Immer wieder Sonntag
- 1994–1996: Frankenberg (TV-Reihe)
- 1995: Kanzlei Bürger
- 1996: Polizeiruf 110: Der Pferdemörder
- 1997–2002: Dr. Sommerfeld – Neues vom Bülowbogen
- 1997: Liebling Kreuzberg
- 1998: Die Straßen von Berlin
- 1998: Stubbe – Von Fall zu Fall
- 1998: Polizeiruf 110: Todsicher
- 1999: Unser Charly
- 1999: Dr. Stefan Frank – Der Arzt, dem die Frauen vertrauen – Nachbarschaftsliebe
- 2000: Tatort: Tödliches Verlangen (Fernsehreihe)
- 2001: SOKO Leipzig
- 2001–2005: Großstadtrevier
- 2001: Alphateam – Die Lebensretter im OP
- 2001: Polizeiruf 110: Seestück mit Mädchen
- 2002: Ritas Welt (Fernsehserie) – Ein alter Freund
- 2002: Berlin, Berlin
- 2002: Polizeiruf 110: Der Spieler
- 2003: Der zweite Frühling
- 2004: Der WiXXer
- 2004: In aller Freundschaft (Episodenrolle, Folge 220) – Masken
- 2005: Auf den Spuren der Vergangenheit
- 2006: Schloss Einstein (Gastrolle)
- 2006: Tatort: Liebe macht blind
- 2006–2008: Türkisch für Anfänger
- 2007: KDD – Kriminaldauerdienst (mehrere Episodenrollen)
- 2008: SOKO Wismar – Das verschlossene Zimmer
- 2009: Männerherzen
- 2010: Tatort: Die Unmöglichkeit, sich den Tod vorzustellen
- 2010, 2013: Alle Jahre wieder
- 2012: Ein Sommer in Schottland
- 2012: Beutolomäus und der falsche Verdacht
- 2013: Die Bücherdiebin
- 2016: Tatort: Der treue Roy
- 2017: Alles Klara
- 2017: Der König von Berlin (Fernsehfilm)
- 2018–2020: Tiere bis unters Dach (Episodenrollen)
- 2019: Der Lehrer (Episodenrolle)
- 2020: In aller Freundschaft (Episodenrolle)
- 2021: Catweazle
- 2021: Die Sterntaler des Glücks (Herzkino, ZDF)
- 2023: Einspruch, Schatz! – Unter Vätern (Fernsehreihe)
- 2024: A Better Place (Fernsehserie)
- 2025: Marzahn Mon Amour (Miniserie, Episodenrolle)

## Synchronrollen (Auswahl)
- 1981: Augustin Kuban als Diener des Baron in Das Geheimnis der Burg in den Karpaten
- 1982: Bruno Corbucci als Tierarzt in Das verhexte Haus
- 1984: Ken Campbell als James Ryder in Die Abenteuer des Sherlock Holmes (Fernsehserie)
- 1985: Colin Edwynn als Tourist in Jim Bergerac ermittelt (Fernsehserie)
- 1992: Joseph Bernard als Marty Weiss in Twilight Zone (Fernsehserie)

## Theater
- 1963: Carl Zuckmayer: Der Hauptmann von Köpenick (Leierkastenmann) – Regie: Hannes Fischer (Volksbühne Berlin)
- 1966: Sean O’Casey: Purpurstaub (Priester) – Regie: Hans-Georg Simmgen (Berliner Ensemble)
- 1970: Georg Büchner: Woyzeck (Person) – Regie: Helmut Nitzschke (Berliner Ensemble)
- 1972: Erwin Strittmatter: Katzgraben (Kleinschmidt) – Regie: B. K. Tragelehn (Berliner Ensemble)
- 1975: Karl Mickel: Celestina (Flagellant) – Regie: Jürgen Pörschmann / Günter Schmidt (Berliner Ensemble)
- 1980: William Shakespeare: Der Widerspenstigen Zähmung (Biondello) – Regie: Christoph Brück/Wolf Bunge (Berliner Ensemble)

## Hörspiele und Features (Auswahl)
- 1974: Hans Siebe: Die roten Schuhe (Hartmann) – Regie: Barbara Plensat (Kriminalhörspiel – Rundfunk der DDR)
- 1976: Inge Meyer: Rödelstraße 14 (Kaufhallendirektor) – Regie. Barbara Plensat (Hörspiel aus der Reihe: Tatbestand, Folge 7 – Rundfunk der DDR)
- 1981: Richard von Volkmann: Pechvogel und Glückskind – Regie: Christa Kowalski (Kinderhörspiel – Rundfunk der DDR)
- 1983: Sándor Sáfár/Zoltán Jékely: Vom bärenstarken Moga (Gutsbesitzer) – Regie: Andreas Scheinert (Kinderhörspiel – Litera)
- 1984: Peter Gauglitz: Feuer bitte (Fribus) – Regie: Edith Schorn (Hörspielreihe: Fälle des Kriminalanwärters Marzahn, Nr.: 5 – Rundfunk der DDR)
- 1985: Kurt Tucholsky: Rheinsberg – Regie: Barbara Plensat (Hörspiel – Rundfunk der DDR)
- 1986: Călin Gruia: Das Märchen vom König Florin (Arzt) – Regie: Norbert Speer (Hörspielbearbeitung, Kinderhörspiel – Rundfunk der DDR)
- 1986: Klaus Rohleder: Tautropfen und Kaninchen (Füllhalter) – Regie: Flora Hoffmann (Kinderhörspiel – Rundfunk der DDR)
- 1988: Katja Oelmann: Steig der Stadt aufs Dach (Marulla) – Regie: Barbara Plensat (Hörspiel – Rundfunk der DDR)
- 1991: Edgar Hilsenrath: Das Märchen vom letzten Gedanken – Regie: Peter Groeger (Hörspiel – SFB/HR)
- 1993: Mario Göpfert: Die Mondblume – Regie: Peter Groeger (Hörspiel – DS Kultur)
- 1993: Guido Koster: Im Viertel des Mondes (Simon Steiner) – Regie: Karlheinz Liefers (Hörspiel – DS-Kultur/SFB)
- 1994: John B. Keane: The Field – Regie: Robert Matejka (Hörspiel – MDR)
- 1994: Peter Mohr: Zur letzten Instanz (Patient) – Regie: Holger Rink (Hörspiel – ORB)
- 1994: Horst Bosetzky: Volles Risiko – Regie: Albrecht Surkau (Kriminalhörspiel – DLR)
- 1997: Jost Nickel: Herr König stirbt (Kracke) – Regie: Albrecht Surkau (Kriminalhörspiel – DLR)
- 2000: Damon Runyon: Butch passt aufs Baby auf (Izzi Cheesecake) – Regie: Regine Ahrem (Hörspielreihe: Schwere Jungs und leichte Mädchen, Nr.: 1 – SFB/ORB)
- 2000: Damon Runyon: Blutdruck (Nathan, Jew Luis) – Regie: Regine Ahrem (Hörspielreihe: Schwere Jungs und leichte Mädchen, Nr.: 3 – SFB/ORB)
- 2002: Andreas Knaup:  Genopoly – Regie: Robert Matejka (Hörspiel – DLR)
- 2003: Dylan Thomas: Unter dem Milchwald (Jack Black) – Regie: Götz Fritsch (Hörspiel – MDR)
- 2009: Jörg-Michael Koerbl: Kosemund – Regie: Wolfgang Rindfleisch (Hörspiel – DKultur)
- 2012: Judith Stadlin/Michael van Orsouw: Buus Halt Waterloo – Regie: Regine Ahrem/Judith Stadlin (Hörspiel – RBB)
- 2012: John Stephens: Emerald (Abraham) – Regie: Robert Schoen (Kinderhörspiel (3 Teile) – SWR/WDR)
- 2014: Lisbeth Jessen: Guten Tag auf Polnisch – Regie: Lisbeth Jessen (Feature – DKultur/WDR)
- 2014: Regina Leßner: Seitensprünge im Glockenturm (die Kunst des „change ringing“) (Feature – DKultur)

## Schriften
- 2011: Det is nich allet Kunst! Ein Schauspielerleben, Das Neue Berlin, ISBN 978-3-360-02120-5